# Musée Grosvenor
Le musée Grosvenor (Grosvenor Museum) est situé à Chester, dans le Cheshire, en Angleterre. Il est monument classé Grade II sur la National Heritage List for England. Son nom complet est The Grosvenor Museum of Natural History and Archaeology, with Schools of Science and Art, for Chester, Cheshire and North Wales, qui est un hommage aux ducs de Westminster, d'importants propriétaires terriens du Cheshire. Ouvert en 1886, il est agrandi en 1894. Cent ans plus tard, de grands travaux sont exécutés entre 1989 et 1999. Ses collections comprennent des artefacts de la Rome antique, des peintures, des instruments de musique et un parloir de l'époque victorienne.